# La Vraie-Croix
La Vraie-Croix is een gemeente in het Franse departement Morbihan (regio Bretagne). De plaats maakt deel uit van het arrondissement Vannes. De gemeente telde 1.484 inwoners op 1 januari 2022.

## Geografie
De oppervlakte van La Vraie-Croix bedroeg op 1 januari 2022 16,63 vierkante kilometer; de bevolkingsdichtheid was toen 89,2 inwoners per km².

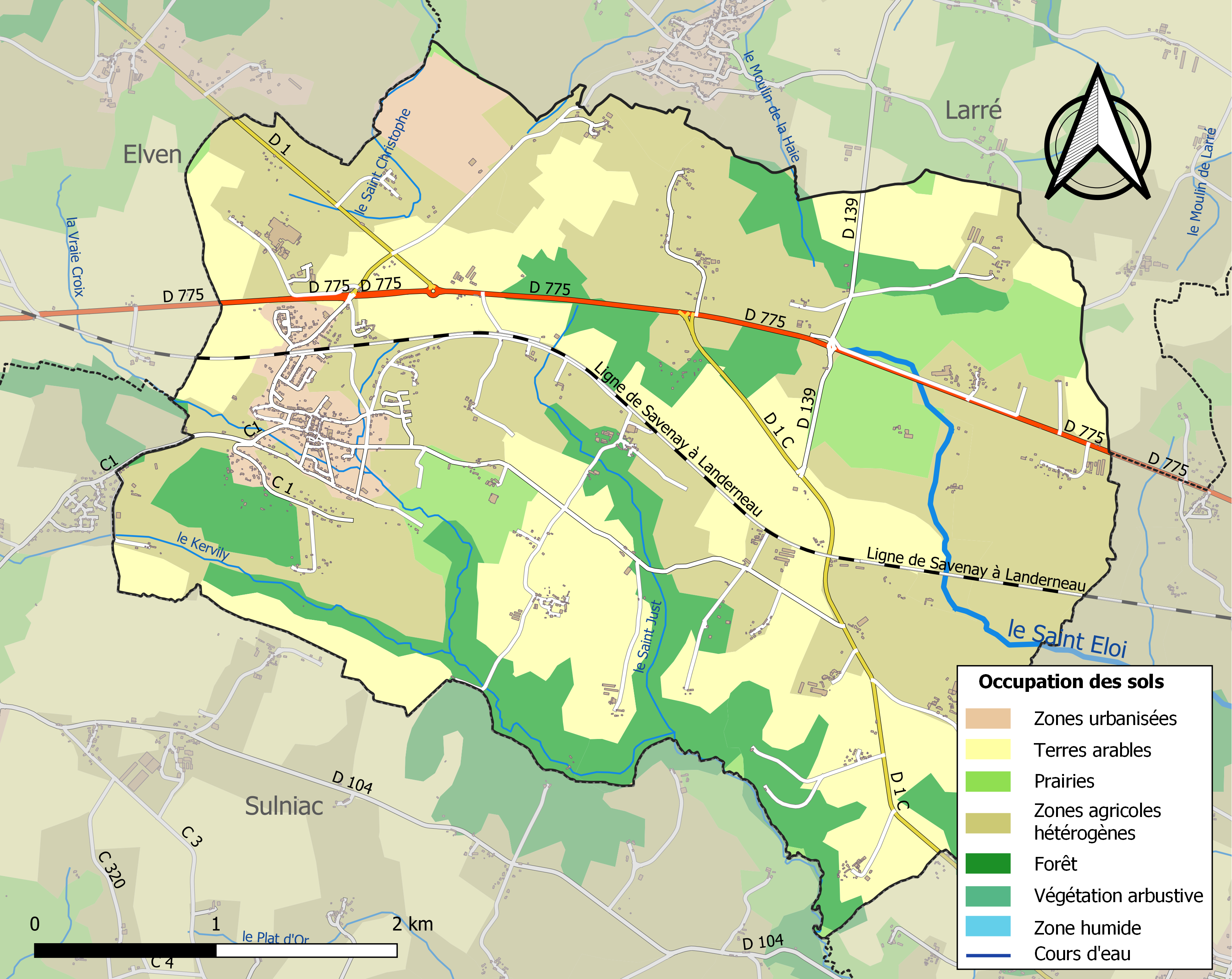
Kaart van de gemeente met de belangrijkste infrastructuur, bodemgebruik en omliggende gemeenten

## Demografie
Onderstaande figuur toont het verloop van het inwonertal, bron: INSEE-tellingen. 